# 大石真翔
大石 真翔（おおいし まこと、1979年2月16日 - ）は、日本の男性プロレスラー。静岡県富士市出身。YouTuber。血液型A型。

## 経歴
2001年
- プエルトリコ時代のKAIENTAI DOJOに入門。

2002年
- 1月4日、プエルトリコでサンボ大石として対PSYCHO戦でデビュー。
- 4月20日、ディファ有明で開催されたK-DOJOの旗揚げ戦に合わせて日本に逆上陸。

2003年
- 8月31日、K-METAL LEAGUEに出場して優勝。

2004年
- リングネームを大石真翔に改名。

2005年
- 12月9日、インディーサミットに出場。

2006年
- 2月6日、STRONGEST-K TAG王座を獲得。
- 5月3日、WEWハードコアタッグ王座を獲得。
- 9月9日、新宿FACEで結婚したことを発表。
- 9月10日、沼津プロレス旗揚げ戦に地元出身選手として参戦し大声援を浴びる。
- 12月10日、後楽園ホール大会にて2度目のWEWハードコアタッグ王座を獲得。さらに旭志織、バンビ、YOSHIYA、MIYAWAKIとヒールユニット「オメガ」結成。
- 12月31日、インディーサミットに出場。

2008年
- 9月14日、インディペンデント・ワールド・ジュニアヘビー級王座を獲得。

2010年
- 12月8日、アイスリボン初参戦。女子プロレスラーとの対戦に慣れたいという希望があり、Twitterでさくらえみに直接交渉して参戦が実現。宮崎有妃とのタッグで都宮ちい、真琴組と対戦して勝利。
- 12月25日、後楽園ホール大会を最後に退団を表明。以降はフリーに転向する。但しK-DOJOの大会には不定期ながら引き続き参戦。

2011年
- 2月13日、大石、旭、ヒロ・トウナイに同日付で正式入団した佐藤悠己を加えた新チーム「リトル☆ギャラクシー」の結成を発表。
- 5月6日、アイスリボン後楽園ホール大会「GOLDENRIBBON 2011」にて開催された1DAYミックスドタッグトーナメントで、新田猫子とのタッグで優勝。
- 6月11日、アイスリボンイサミレッスル武闘館大会にて、らぶりーぶっちゃーず（星ハム子&宮城もち）が持つインターナショナル・リボンタッグ王座に挑戦し勝利（パートナーは趙雲子龍）。
- 9月12日、DDT48総選挙演説放送内で離婚したことを発表。
- 9月18日、男色ディーノらと共に新ユニット「ほもいろクローバーZ」を立ち上げる。
- 9月29日、参戦していたDDTプロレスリングに正式入団を発表。DDT入団後もK-DOJOには引き続き参戦。

2012年
- 3月7日、新木場1stRINGにて旭志織と共にデビュー10周年を記念する自主興行を開催。

2016年
- 5月29日、勝俣瞬馬、井上麻生とともにアイドルユニット「NωA」を結成することを命ぜられる[1]。

2018年
- 5月25日、大畠美咲と結婚したことを発表[2]。

2021年
- 7月18日、DDT白石ホワイトキューブ大会の試合中に第一腰椎を骨折、長期欠場となる[3]。

2022年
- 7月24日、DDT後楽園ホール大会にて復帰。

2024年
- 9月いっぱいをもってDDTを退団。妻の大畠が仙台に帰ってしまい自身も仙台へ移住する事を決意した為。移住までの過程は2025年3月22日のBSフジ『東京去る人、来る人』にて紹介された。

## エピソード
- 2006年9月9日の新宿大会にて結婚を発表したが、2011年9月12日に公開されたDDT48総選挙演説放送内で離婚を公表。離婚後は上京してきたばかりの彰人と同居していた。
- 花井美里のシングル「予感」のプロモーションビデオにエキストラ出演、初回盤の特典DVDに収録されている。
- DA PUMPのシングル「ALRIGHT!」のプロモーションビデオにコスチュームでエキストラ出演している。
- Quiet stormだけは未だに「サンボ」と呼んでいる。
- 暗黒プロレス組織666や大日本プロレスでの忍との絡みのせいか、男性向け男性誌である「Badi」の2006年4月号にヌードグラビアが掲載される。
- デビュー当時のリングネームはサンボ大石。その後、更なる飛翔を期して大石真翔に変更した。
- 地元静岡大会で本名が大石トミユキであることが判明している。トミユキの漢字表記までは判明していない。
- 肩には亡き父の名前の一文字を記したタトゥーが入っている。

## 得意技
絶品
ムーンサルト系ムーブの総称。
ルミナスプレス
空中で360°きりもみ回転を加えたフライングボディプレス。
ミラクルエクスタシー
クロスアームスープレックス
サンボスープレックス
トルナド・デ・サンファン
飛びつき膝十字固め。
ハイスクールボーイ
トルネードDDT
コーナー上から相手にナックルを浴びせた後に「よっしゃいくでー！」の発声から決めるのが定番のムーブ。
ウエディングクラッチ
オリエンタルマジックと同型。
直伝トルネードクラッチ
トルネードクラッチと同型。開発者のMEN'Sテイオーから直接伝授された。
トルネードクラッチ改
フジヤマ・ニーロック
相手の両脚をニーロックに捕らえ、巻き込んだ自分の足を上げつつ相手の膝を絞り上げる。
技名は自らが静岡県出身であることと技の完成形が山状になることから。

## 入場曲
- 初代 : SAMBO（Y.Takeya） ※キングレコード「KAIENTAI DOJO」に収録
- 2代目 : SAMBO 2008（Y.Takeya） ※「KAIENTAI DOJO3 SUPER BEST」に収録

## タイトル歴
KAIENTAI DOJO
- インディペンデントワールド世界ジュニアヘビー級王座（第9代）
- UWA世界ミドル級王座（第38代、第45代、第47代、第59代）
- STRONGEST-K TAG王座（第2代、第11代、第39代）（パートナーは旭志織×3）
- WEWハードコアタッグ王座（第16代、第19代）（パートナーは旭志織×2）
- K-METAL LEAGUE優勝（2003年）

　2AW
- 2AWタッグ王座　(第18代)　(パートナーは旭志織)

みちのくプロレス
- 東北タッグ王座（第6代）（パートナーは旭志織）

アイスリボン
- インターナショナルリボンタッグ王座（第17代）（パートナーは趙雲子龍）

DDTプロレスリング
- DDT EXTREME級王座（第28代）
- O-40王座（第4代）
- 世界大森級王座（第6代）
- KO-Dタッグ王座（第44代、第78代）（パートナーはKUDO→ 火野裕士）
- KO-D6人タッグ王座（第5代、第7代、第29代、第47代）（パートナーは男色ディーノ、佐々木健介→男色ディーノ、アジャ・コング→勝俣瞬馬、MAO→火野裕士、旭志織）
- KO-D10人タッグ王座（初代）（パートナーは大家健&スーパー・ササダンゴ・マシン&レディビアード&LiLiCo）
- アイアンマンヘビーメタル級王座（第936代、第997代、第1019代、第1039代、第1042代、第1044代、第1067代、第1279代、第1296代、第1311代、第1316代、第1320代、第1351代、第1355代、第1367代、第1370代、第1383代、第1390代、第1404代、第1406代、第1444代）

BWA
- BWA世界ウェルター級王座

## メディア出演

### テレビ
- プロレスKING（GAORA）
- ピタゴラスイッチ（NHK）
- B2takes!TV「チカメンですけど何か?」（TOKYO MX2）
- DDT VS サイバーエージェント 路上プロレス-男色死亡遊戯-（AbemaTV）[4]
- DTテレビ（AbemaTV）
- DDTの木曜TheNIGHT（2017年12月8日 - 、AbemaTV） - 準レギュラー

### ラジオ
- ラジプロ!（HBCラジオ）